# سباق (فلم 2016)
سباق (بالإنجليزية: Race) هو فيلم سيرة شخصية رياضي أمريكي كندي ألماني فرنسي تم إنتاجه في سنة 2016، قصة الفيلم تحكي عن عن العداء الأمريكي الأفريقي جيسي أوينز الذي حقق 4 ميداليات ذهبية في دورة الألعاب الأولمبية الصيفية 1936 في برلين أنذاك تحت أنظار أدولف هتلر، الفيلم من إخراج ستيفن هوبكنز وبطولة ستيفان جيمس الذي مثل دور العداء و جيسون سوديكس وجيريمي أيرونز وكاريس فان هوتن ووليام هارت، وقد فاز هذا الفيلم بجائزة الشاشة الكندية لأفضل ممثل لجيسي أوينز.

## الطاقم
- ستيفان جيمس بدور جيسي أوينز
- جيسون سوديكس بدور العداء لاري سنايدر
- جيرمي أيرونز بدور أفري بروندج رئيس اللجنة الأولمبية
- كاريس فان هوتن بدور ليني ريفنستال
- ويليام هورت بدور جرميا ماهوني
- أدريان زفيكر بدور أدولف هتلر
- شانيس بانتون بدور روث سولومون أوينز
- أماندا كرو بدور بيجي
- جيريمي فيردمان بدور مارتي غليكمان
- برنابي ميتشورات بدور جوزيف غوبلز
- ديفيد كروس بدور العداء لوز لونغ
- شانتال رايلي بدور كينسيلا
- غلين تورمان بدور هاري ديفيس
- جوناثان أريس بدور أرثر ليل
- شاميير أندرسون بدور أولاس بيكوك
- إيلي غور بدور ديف أبريتون
- أنتوني شيروود بدور إرنست هول
- جياكومو جيانوتي بدور سام ستولر
- جون مكلارين بدور ترينت
- تيم مكأيننري بدور الجنرال تشارلز
- فلاستا فرانا بدور جون
- جوناثان هجنز بدور دين كرومويل

## وصلات خارجية
- مقالات تستعمل روابط فنية بلا صلة مع ويكي بيانات
- الموقع الرسمي
- سباق على قاعدة بيانات الأفلام على الإنترنت